# ドミニカ共和国

ドミニカ共和国
República Dominicana

国の標語：Dios, patria, libertad
（スペイン語: 神、祖国、自由）
国歌：Quisqueyanos Valientes（スペイン語）
勇敢なるキスケージャの民

ドミニカ共和国（ドミニカきょうわこく、スペイン語: República Dominicana、英語: Dominican Republic）は、西インド諸島の大アンティル諸島のイスパニョーラ島東部に位置する共和制国家。首都はサントドミンゴ。
イスパニョーラ島は大アンティル諸島で2番目に大きな島であり、同島西部にあるハイチと国境を接する。モナ海峡を隔てて東にプエルトリコが、ウィンドワード海峡を隔てて西にキューバが、ジャマイカ海峡を隔ててジャマイカが存在する。
同国は元々、米州で最初にヨーロッパ人が恒久的に定住した土地であり、その後のスペインの侵略拠点となった。ゆえにサントドミンゴは米州で最も早い1496年に建設された植民都市であり、それに従って米州で初の大学、大聖堂、要塞が建設された歴史を持つ。

## 国名
正式名称はスペイン語でRepública Dominicana（スペイン語発音: [reˈpuβlika ðominiˈkana]、レプブリカ・ドミニカーナ）。スペイン語に限らず、政体名を省略することは少ない。形容詞は Dominicano。
公式な英語表記は Dominican Republic。形容詞は Dominican。
日本語の表記はドミニカ共和国。漢字表記は土弥尼加共和国。小アンティル諸島にあるドミニカ国と区別するため、政体名の「共和国」を付けて呼ばれるが、日本においては、こちらの方が知名度が高いためか、単に「ドミニカ」と称した場合は、ドミニカ共和国の方を指す事が多い。一方でスペイン語・英語などは単に「ドミニカ (Dominica)」と称した場合、多くはドミニカ国を指す。国際連合においてもドミニカ国は「ドミニカ」、ドミニカ共和国は政体名を省略せず「ドミニカ共和国」と呼ばれている。
植民地時代はサントドミンゴと呼ばれており、スペイン人ハイチ共和国など様々な名前の変遷を経て、1844年のハイチからの独立後、1865年のスペインからの最終的な独立時に現在の名称に定まった。国名は首都のサントドミンゴに由来し、サントドミンゴはカトリックの聖人である聖ドミニコを意味する。なお、ハイチの植民地時代の名称はサン＝ドマングで、サント・ドミンゴがフランス語に変化したものである。また同名のドミニカ国の由来はスペイン語で日曜日を意味するドミンゴであり、ドミニカ共和国との関連性はない。

## 歴史

### 先コロンブス期
紀元前4000年から1000年までの間に先住民アラワク族（タイノ人）が南アメリカ大陸のギアナ地方から移住してきた。タイノ人は島をアイティ（Haiti）、ボイオ（Bohio）、キスケージャ（Quesquiya）と呼び、島は五つのカシーケ（酋長）の指導する部族集団に分かれていた。ヨーロッパ人の征服によりアラワク族は消え去ったが、それでもドミニカの文化にはアラワク族の文化の影響が、特に食事、言語、家族構成、そしてモラルの中に見て取ることが出来る。なお、征服時にいたインディヘナの数は、イスパニョーラ島の全てを併せるとおよそ100万人から300万人程だろうと推測されている。

### スペイン植民地時代

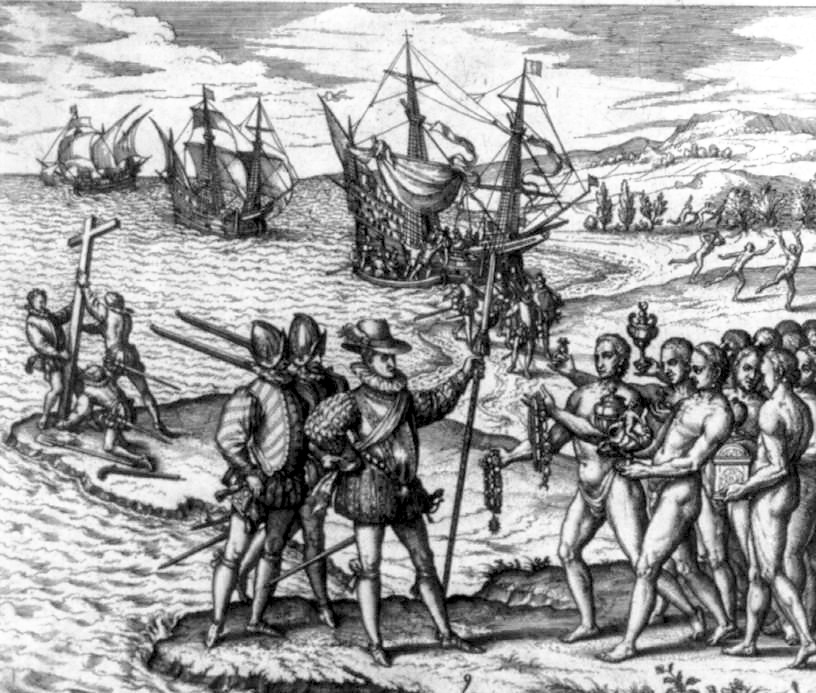
クリストーバル・コロンのイスパニョーラ島上陸

この島に1492年、クリストーバル・コロン(クリストファー・コロンブス)がヨーロッパ人として初めて上陸し、「スペインの島」（スペイン語: La Isla Española）と新たに名づけた。この語が後にピエトロ・マルティーレ・ダンギエーラによってラテン語化されて「イスパニョーラ」(Hispaniola)と呼ばれるようになった。その後二度の植民失敗の後、1496年にコロンブスの弟バルトロメによってサント・ドミンゴが建設され、「新大陸」初のスペイン植民地となった。1502年にニコラス・デ・オバンドーが、イスパニョーラ島総督に就任した。翌年の1503年には、スペインが植民地との貿易を統括する通商院をセビヤに設置した。その年の12月には、エンコミエンダ制をイスパニョーラ島で公認した。先住民は金鉱山で酷使され、疫病の流行もあってラス・カサス神父の告発も虚しく彼らはほとんどと言っていいほど大勢が死に果ててしまった。サトウキビのプランテーションがカナリア諸島から導入されると、多数の黒人奴隷をアフリカから連れてきて足りない労働力を補った。1526年からベネスエラ全土がサントドミンゴのアウディエンシアの管轄下に置かれていた。イスパニョーラ島の統治は数世紀に渡って疎かにされた。
英西戦争 (1654年-1660年)中にはイングランドのオリヴァー・クロムウェルの派遣したウィリアム・ペン遠征軍による侵略の失敗（en:Siege of Santo Domingo (1655)）などもある中、島西部が無人状態になったところに目を付けられてフランス人海賊が定住し、最終的に1697年のライスワイク平和条約により、イスパニョーラ島の西側はフランス領サン＝ドマング（現ハイチ）、東側の3分の2がスペイン領サントドミンゴ（現在のドミニカ共和国）となった。
1717年、1739年にヌエバ・グラナダ副王領が設立されるとベネスエラの行政権はまず副王領に、そして1777年以降はベネスエラ総督領に移管され、1786年にカラカスにアウディエンシアが設立されたことにより、司法権も完全に独立した。

### ハイチの占領
その後、スペイン領内では停滞が続いていたが、フランス革命の影響を受けて1791年にサン＝ドマングで起きていたハイチ革命の波及や、フランス革命戦争最中の1795年にバーゼルの和約が結ばれた結果、イスパニョーラ島全島がフランス領（＝サン・ドマング領）となるが、幾度かの変遷を経て1801年にサン・ドマングの軍人トゥーサン・ルーヴェルチュールの攻撃により最終的に占領され、黒人奴隷が解放された。トゥーサンはイスパニョーラ総督として島を統治するつもりでいたが、ナポレオン軍の侵攻により、トゥーサンが捕らえられ、獄死すると、ハイチ革命の新指導者デサリーヌは1804年にフランス軍を破ってハイチと改名し、サン＝ドマングと共にサント・ドミンゴもハイチの一部として独立した（ハイチはアラワク族の言葉で山がちな土地を意味する）。
しかし、1809年にサント・ドミンゴは再びスペインの支配下に戻り、その後の1814年、パリ条約で再び東側は正式にスペイン領となるが、折からシモン・ボリーバルやホセ・デ・サン＝マルティン、ホセ・アルティーガスらによってラテンアメリカで進められていた解放戦争の中で、サント・ドミンゴのクリオージョにも独立の気運が高まり、1821年11月30日にスペイン人ハイチ共和国として独立した。この政権はシモン・ボリーバルの指導するコロンビア共和国への加入を求めたが、王党派と独立派での間で内戦になり、その隙を突かれて1822年1月には再び隣国ハイチのジャン・ピエール・ボワイエに占領された（ハイチ共和国によるスペイン人ハイチ共和国占領）。

### 再独立と再植民地化
しかし、ボワイエの独裁とハイチの植民地支配に反発する勢力は次第に大きくなっていき、ボワイエが失脚した後の1844年2月27日、フアン・パブロ・ドゥアルテ、マティアス・ラモン・メラ（Matías Ramón Mella）、フランシスコ・デル・ロザリオ・サンチェス（Francisco del Rosario Sánchez）に率いられた革命軍がハイチ人を一掃し、翌1845年ハイチより独立してドミニカ共和国となり、ペドロ・サンタナ将軍が初代大統領に就任した。
しかし、相次ぐハイチとの戦争に耐えられなくなると、保守派の利害を代表したサンタナは1861年に再度スペインに併合を申し入れ、自身はサント・ドミンゴ総督に就任した。しかし、この屈辱的な措置はドミニカ国民を激怒させ、ハイチ人と結んだドミニカ人自由派がスペイン人に対する独立戦争を激化させ、結局1865年に独立を再び果たした。しかしハイチの脅威は大きく今度は二度に渡ってアメリカ合衆国への併合を求め、グラント合衆国大統領も乗り気だったものの、合衆国上院に拒否された（この事情は中米連邦崩壊直後のエル・サルバドルや同時期のキューバとも似ている）。1875年にようやくハイチとの平和条約が結ばれ、独立国家としての道を歩むことになった。

### 独立国家として

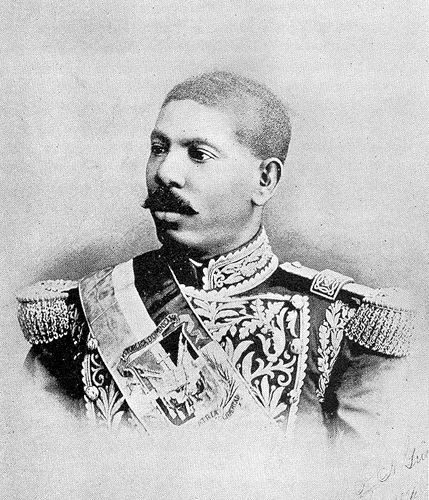
黒人独裁者ウリセス・ウーロー

1882年から黒人のウリセス・ウーロー大統領が独裁を開始した。ウーローは黒人という立場でありながらも、白人寡頭支配層の反目を突いて大統領に就任した。しかし、拙劣な政策を積み重ね、政権末期の外債はとても一国では支払えない程の膨大なものとなっていた。ウーローは1899年に暗殺され、以降しばらく混乱状態が続いた。

### アメリカ軍政期

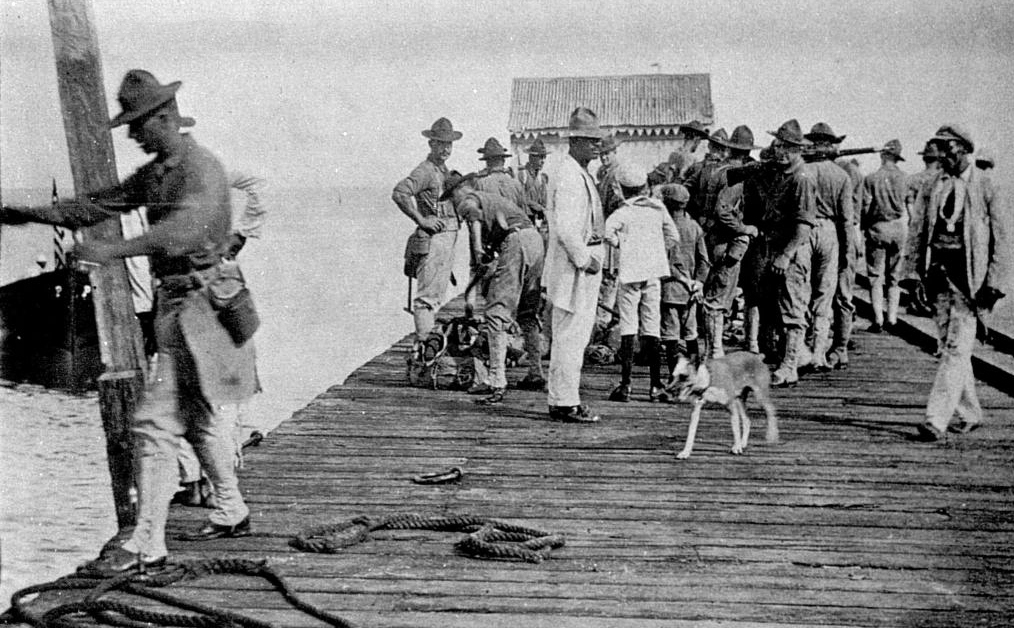
アメリカ海兵隊の上陸（1916年）

1906年にドミニカ共和国は、ウーロー大統領後の混乱収拾と列強に対する債務返済のため、アメリカ合衆国が50年にわたりドミニカ共和国の関税徴収を行う代わりに債務返済の保証をするという提案を受け入れ、事実上の保護国となった。この時期ハイチも対仏賠償や各国への債務が返せず財政難と混乱が続いた。第一次世界大戦時、両国の内政混乱に付け込み列強（特にドイツ帝国）が手を伸ばすのを避けるため、アメリカ軍は1915年にはハイチに、1916年にはドミニカ共和国に出兵して両国を占領した。両国は米軍支配下で債務を返済し、経済基盤や政治を改善し大規模農業を導入し、有力者（カウディージョ）の私兵や軍閥に代えて強力で統一された警察や国軍を作るが、これが後に両国の軍部独裁の種となる。1924年の選挙でオラシオ・バスケスが大統領に選出され、同年7月にアメリカ軍は撤退した。

### トルヒーヨ時代

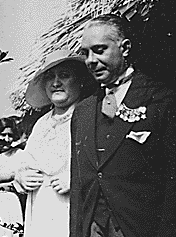
ラファエル・トルヒーヨ（右）

1930年2月にクーデターを起こしたラファエル・トルヒーヨ将軍は、同時期のラテンアメリカでも最も完成された独裁統治を敷いた。トルヒーヨは富を独占し、個人崇拝を徹底させ、首都名も1930年のハリケーンからの復興時にサント・ドミンゴで迅速な救助を行ったトルヒーヨを称えて、サント・ドミンゴからトルヒーヨ市（シウダー・トルヒーヨ）に改名され、国内最高峰の山もトルヒーヨ山と改められた。トルヒーヨ体制を「ドミニカ第三共和政（Third Dominican Republic）」「エイジ・オフ・トルヒーヨ（トルヒーヨの時代）」と呼ぶ事もある。
ドミニカ共和国を白人化する構想を持っていたトルヒーヨは、1937年、領内のハイチ人農園労働者ストに際してハイチ人の皆殺しを指示し、1日で17,000人から35,000人が殺された（パセリの虐殺）。ドミニカ共和国はハイチに75万ドルの賠償を払ったが、カトリック教会とエリート層に支持され反共的な姿勢がアメリカの支持を受けていたトルヒーヨの支配は揺るがず、当時のラテンアメリカで最も強固な独裁制はその後も続き、1959年には革命直後のキューバから上陸したドミニカ人革命ゲリラ部隊を殲滅することにも成功した。
しかし、1960年にOAS総会でトルヒーヨ非難決議が採択されると1961年には反トルヒーヨ勢力の高まりにより、トルヒーヨ本人は暗殺され、トルヒーヨ一族もバミューダに亡命し、首都名もシウダー・トルヒーヨからサント・ドミンゴに戻された。

### ボッシュ維新政権とドミニカ内戦

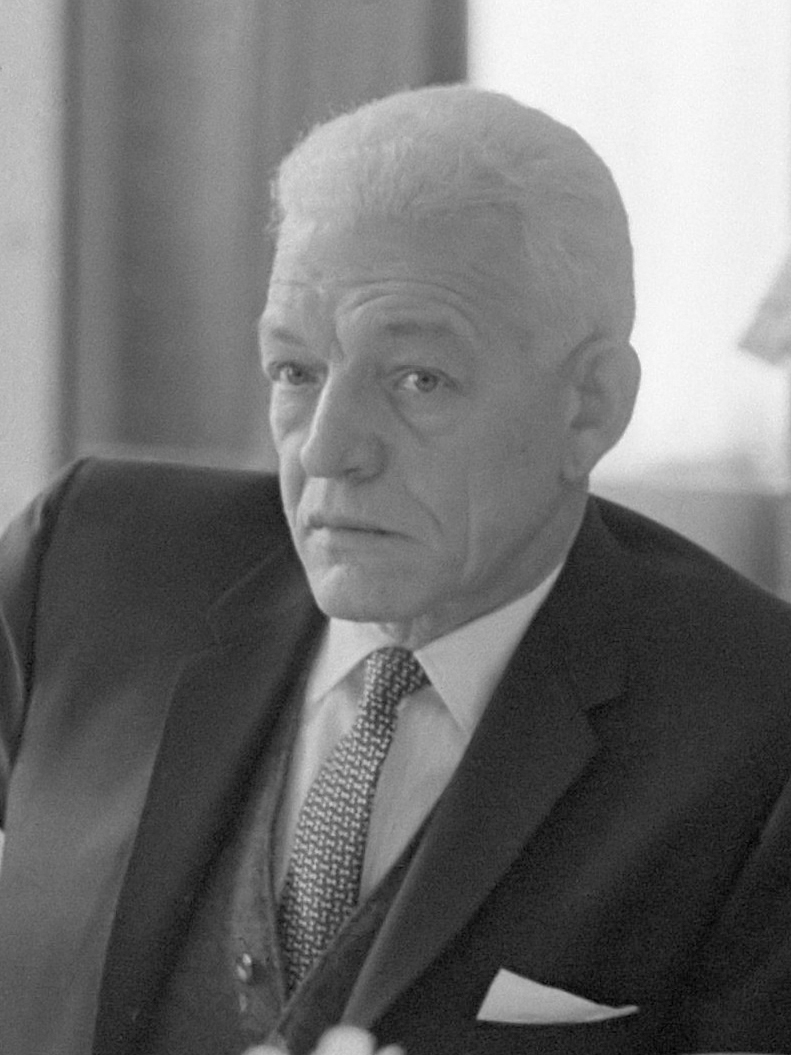
フアン・ボッシュ

1962年、30年ぶりに大統領選挙が行われ、1963年にはドミニカ革命党のフアン・ボッシュ・ガビノが大統領に就任した。ボッシュはケネディに憧れ、改革に燃える政治家として「ボッシュ憲法」と呼ばれた1963年憲法を施行し、土地改革を含む社会改革の実践を始めようとしたが、同年ボッシュは寡頭支配層と結びついた軍事評議会のエリアス・ウェッシン大佐によるクーデターによって追放されてしまった。こうして軍事評議会に推薦された実業家のレイド・カブラルが新大統領になり、1963年憲法を廃止し、国会を停止した。こうした反動政治は国民の期待を大きく裏切り、ドミニカ共和国は再び不安定な状態に陥った。
しかし、1965年4月24日、立憲派（ボッシュ派）のフランシスコ・カーマニョ大佐をはじめとする陸軍軍人が中心になり、1963年憲法の復活を求めてクーデターを起こし、翌25日カブラル大統領を逮捕した。立憲派はボッシュの復帰を求めて首都サント・ドミンゴを占拠したが、地方に逃れて首都を包囲した軍事評議会のウェッシン空軍大佐との戦いが始まった。こうしてドミニカ内戦が起こり、さらに翌4月26日には、ジョンソン合衆国大統領は「合衆国市民を保護し、ドミニカを共産主義から保護するために」アメリカ海兵隊の投入を決定した。4月27日に立憲派は首都の市民に武器を引き渡し、抵抗する構えを見せるが、翌28日に海兵隊が40年ぶりにドミニカに上陸。29日にはラテンアメリカ諸国の抗議も虚しく 第82空挺師団が降下した（ドミニカ侵攻）。4月30日に国連の調停でガルシア・ゴドイ統一暫定政権が成立し、米州平和軍（ブラジル軍1,130名、ホンジュラス軍250名、パラグアイ軍184名、ニカラグア軍160名、コスタリカ憲兵21名、エルサルバドル軍3名）が治安維持部隊として派遣され、最終的に海兵隊は35,000人に増派され、立憲派軍を鎮圧した（パワー・バック作戦、英語: Operation Power Pack）。こうして首都だけで4000人の死者を出してようやく内戦は終結した。

### ドミニカ内戦以降

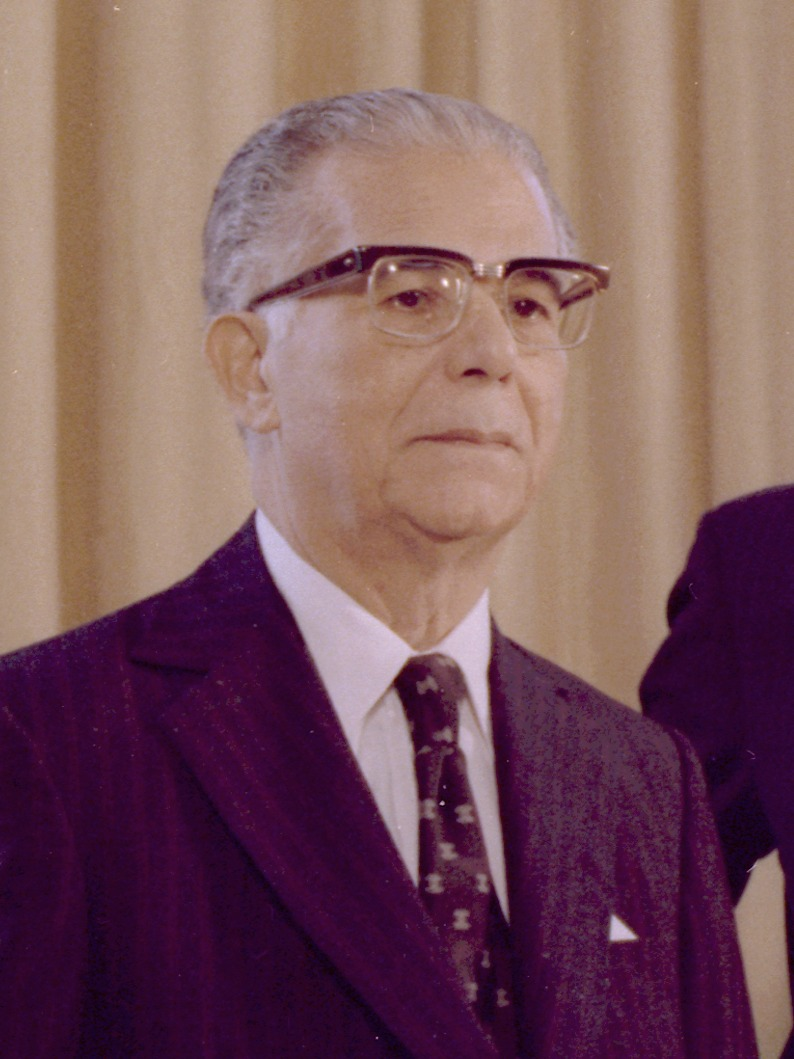
ホアキン・バラゲール

翌1966年の形式的な選挙により、キリスト教社会改革党から「トルヒーヨの未亡人」とまで呼ばれたほどのトルヒーヨ派だったホアキン・バラゲールが大統領になると、バラゲールは軍部と財界の支持を背景に強権政治を行い、死の部隊を駆使してボッシュ派の暗殺を続け、ドミニカの政治はトルヒーヨ時代に逆行してしまった。1978年から1982年まではドミニカ革命党のアントニオ・グスマンが大統領に就任したが、財政状況は悪化を続けた。1982年から1986年までは サルバドール・ホルヘ・ブランコが大統領になったが、経済状況の悪化を背景に国際通貨基金の要請によって財政緊縮政策が進んだ。
1986年の選挙では80歳のバラゲールが勝利し、観光業、ニッケル、在外ドミニカ人による送金を柱にドミニカ共和国の経済は回復に向かった。1992年にはコロンブスのアメリカ大陸到達500年記念祝賀への反対運動が起きた。1994年の大統領選挙も「不正」をめぐって紛糾したが、1996年の選挙ではドミニカ解放党のレオネル・フェルナンデスが大統領に就任した。2000年5月の大統領選挙では社会民主主義を掲げたドミニカ革命党のラファエル・イポリト・メヒーア・ドミンゲスが大統領に就任したが、汚職によって支持を落とした。2004年の大統領選挙ではドミニカ解放党のレオネル・フェルナンデスが再び勝利した。
その後、2012年の大統領選挙でフェルナンデスの後継として出馬し、当選したダニーロ・メディーナ（ドミニカ解放党）が大統領として2020年8月まで勤めた。現大統領は2020年の大統領選挙で当選し2020年8月16日に就任したルイス・アビナデル（現代革命党）である。

## 政治

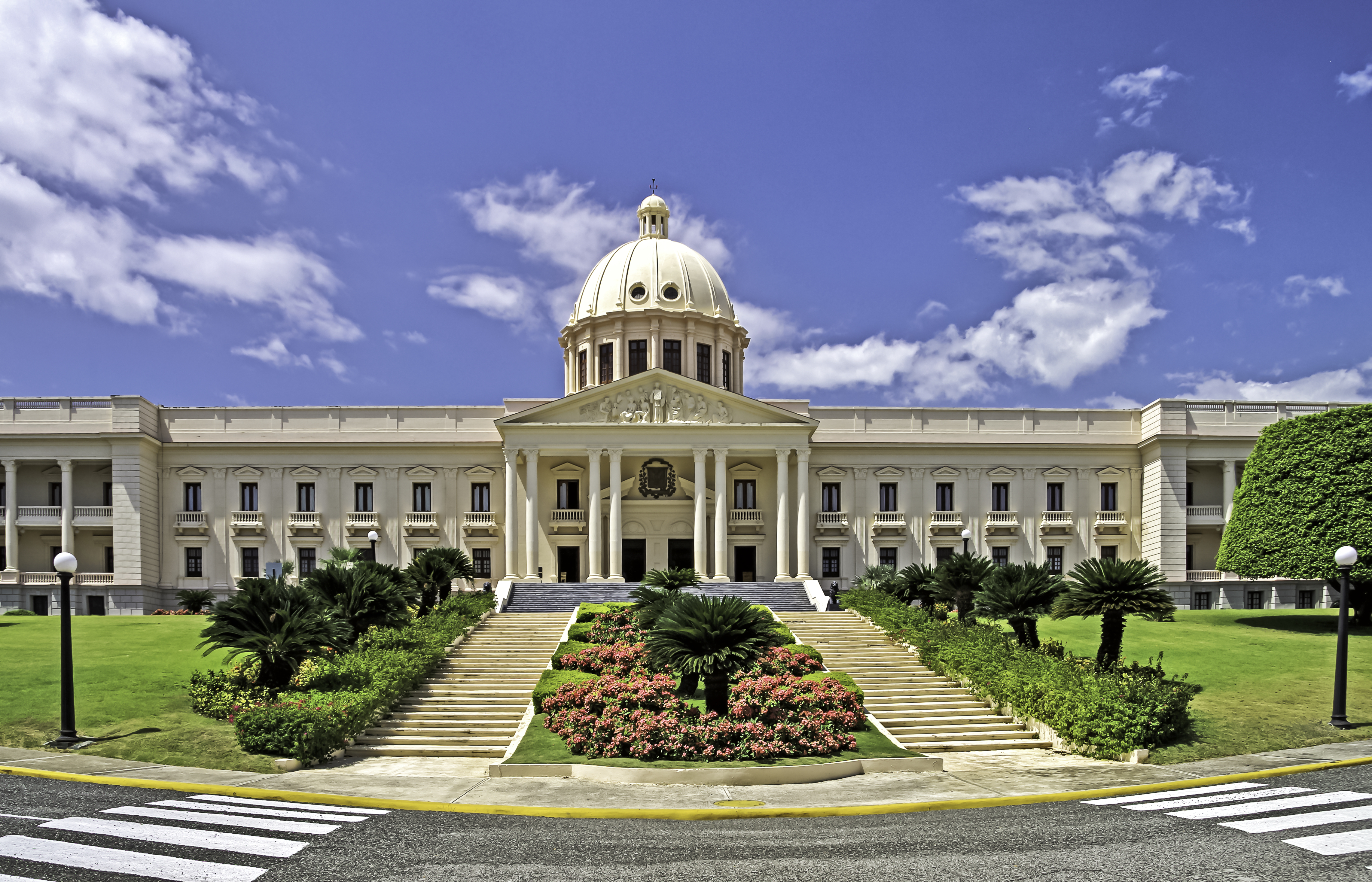
サント・ドミンゴの国民宮殿。

ドミニカ共和国の政体は、行政、立法、司法が独立した一般的な民主主義体系をとっている。大統領は組閣を行い、立法府により制定された法を執行する。また、国防軍の最高指揮官でもある。大統領及び副大統領の任期は4年であり、直接選挙によって選出される。選出の際は、立候補した大統領候補と副大統領候補の組に対して投票を行う。
立法府は、両院制の議会によって構成されている。上院の定員は32名、下院は150名である。大統領選挙は4で割り切れる年に行われ、議会の選挙はそれ以外の年に行われている。
ドミニカ共和国は中華民国（台湾）を承認していたが、2018年5月1日に中華人民共和国と国交を樹立したことにより中華民国が断交を発表した。

## 軍事

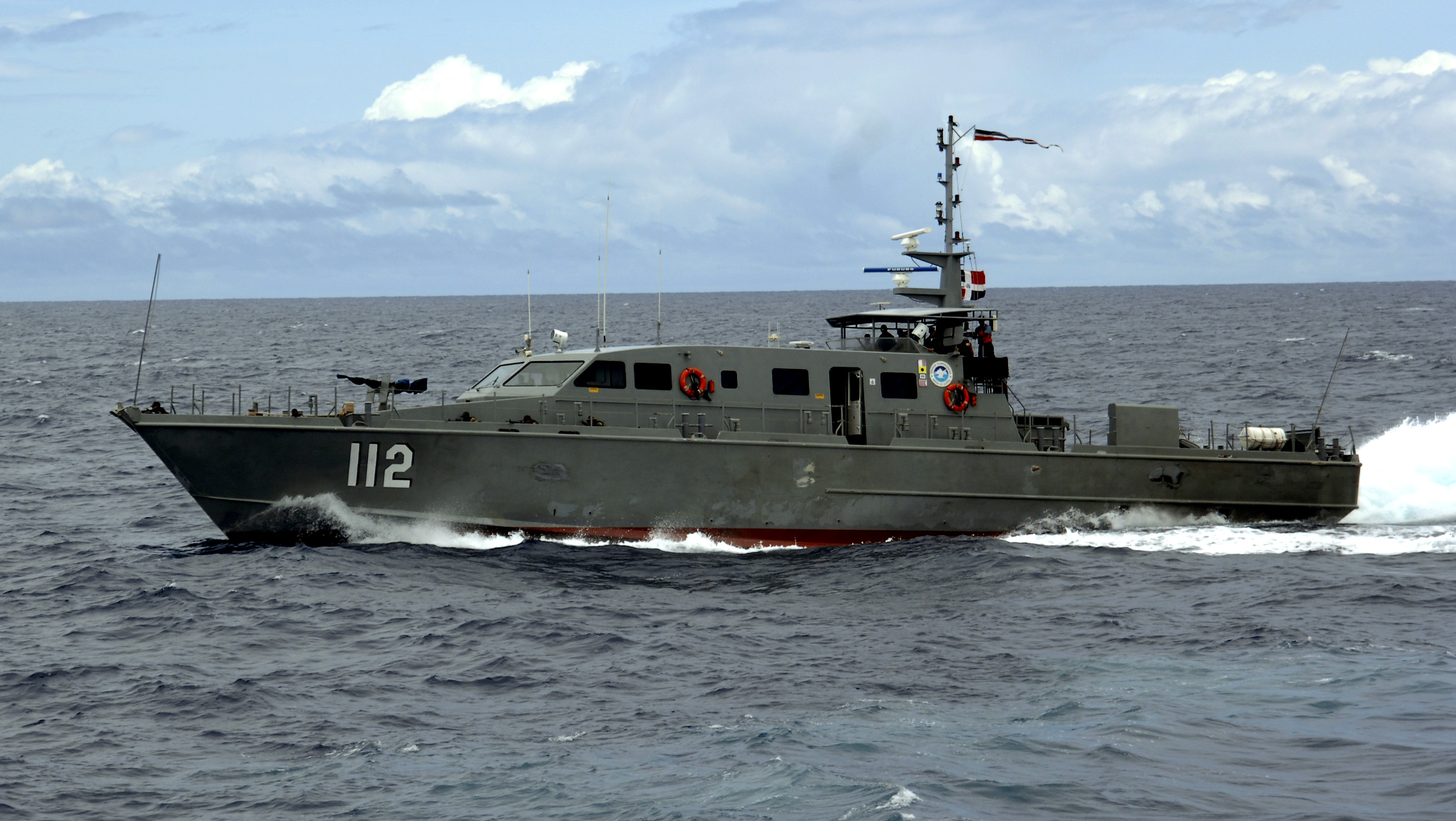
ドミニカ共和国海軍のAltair (PB 112)。

ドミニカ共和国大統領は軍の最高指揮権を持つ。ドミニカ共和国軍は44,000人の現役兵から構成されているが、実際に軍務に服しているのは24,000人程度で、それ以外の要員は非軍事部門で活躍している。
国家警察は約32,000人でありこのうちの15,000人が通常の警察業務にあたっている。国家警察は内務省の傘下であるため軍の機構ではないが、それでも軍と警察の任務に重なる部分は存在する。現在、国家警察の約半分が、軍事部門と酷似した部門において、伝統的な警察の任務から出た領域で勤務している。
このため、重複している人員約15,000人が軍と警察の中間的業務を担っている。

## 地方行政区分
ドミニカ共和国は31の州（provincia）に分けられる。加えて、首都サント・ドミンゴは首都地区（Distrito Nacional）として独立している。州は郡、市町村などの地方行政区にさらに分けられる。
1. アスア州
2. バオルコ州 （シエラ・デ・ネイバ）
3. バラオナ州
4. ダハボン州

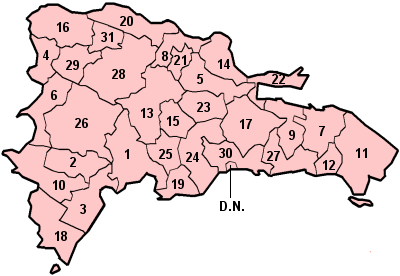
ドミニカ共和国の地方行政区分。

5. ドゥアルテ州 （サン・フランシスコ・デ・マコリス）
6. エリアス・ピーニャ州 （コメンダドール）
7. エル・セイボ州 （サンタ・クルス・デル・セイボ）
8. エスパイジャト州 （モカ）
9. アト・マジョール州
10. インデペンデンシア州 （ヒマニ）
11. ラ・アルタグラシア州 （サルバレオン・デ・イグエイ）
12. ラ・ロマーナ州
13. ラ・ベガ州
14. マリア・トリニダー・サンチェス州 （ナグア）
15. モンセニョール・ノウエル州 （ボナオ）
16. モンテ・クリスティ州
17. モンテ・プラタ州
18. ペデルナレス州
19. ペラビア州 （バニ）
20. プエルト・プラタ州
21. エルマナス・ミラバル州 （かつてのサルセド）
22. サマナ州
23. サンチェス・ラミレス州 （コツイ）
24. サン・クリストバル州
25. サン・ホセ・デ・オコア州
26. サン・フアン州
27. サン・ペドロ・デ・マコリス州
28. サンティアゴ州
29. サンティアゴ・ロドリゲス州 （サン・イグナシオ・デ・サバネタ）
30. サント・ドミンゴ州
31. バルベルデ州 （マオ）
D.N.*

### 主要都市
- サントドミンゴ（Santo Domingo） - 首都
- サンティアゴ・デ・ロス・カバリェロス（Santiago）
- サンペドロ・デ・マコリス（San Pedro de Macorís）
- プエルト・プラタ（Puerto Plata）
- ラ・ロマーナ（La Romana）

## 地理

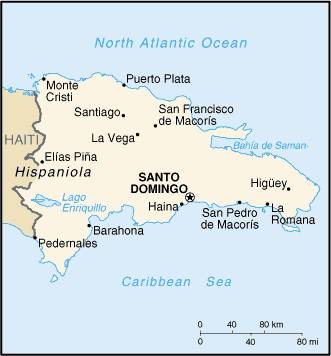
ドミニカ共和国の地図。

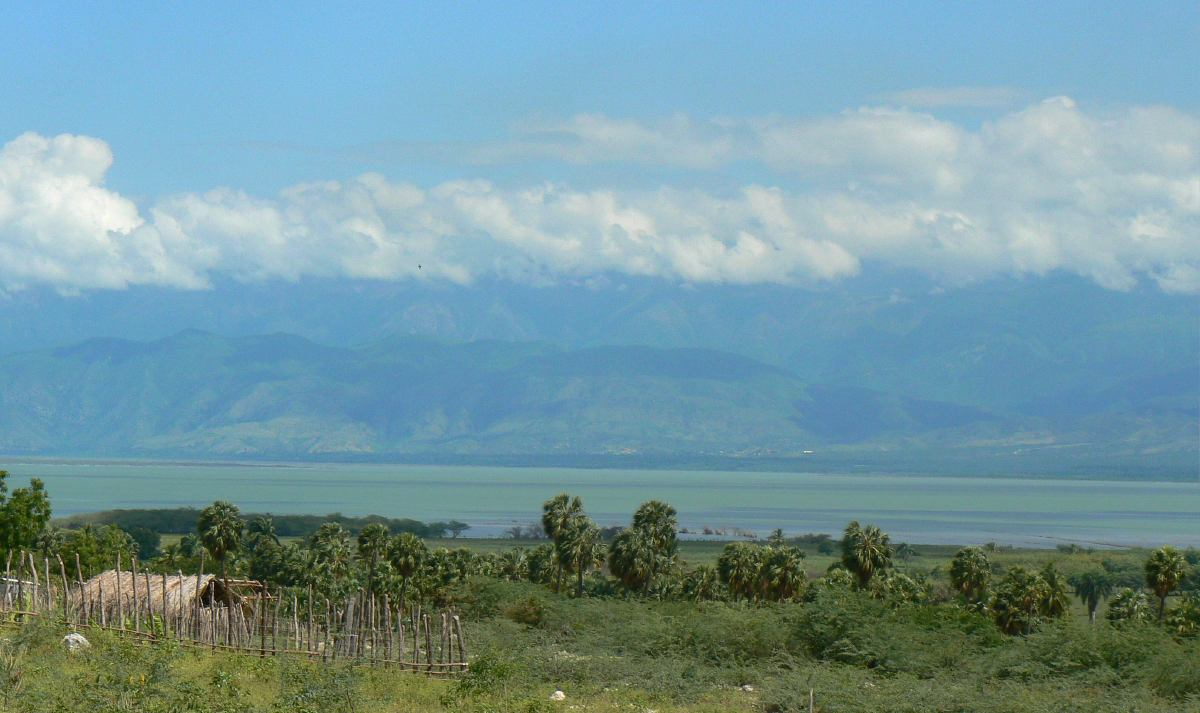
エンリキーリョ湖。

ドミニカ共和国はハイチと共に大アンティル諸島で二番目に大きいイスパニョーラ島に位置し、およそ島の2/3の面積を占め、カリブ海ではキューバの次に大きい。ドミニカには三つの山脈と、その間に位置する四つの平野があり、それぞれがハイチから続く中央山脈、セプテントリオナル山脈、オリエンタル山脈となっており、中央山脈とセプテントリオナル山脈の間の裾野には同国で最も肥沃なシバオ平野が広がる。その他、北部には北部山脈、西部にはネイバ山脈、南西部にはバオルコ山脈、東部には東部山脈など全土にわたって大小の山脈が走っている。各山脈の谷間には、落差の大きい壮大な滝が多く、特に中央山脈内にあるアギアス・ブランカスはアンティル諸島最大の91メートルの落差があり、観光名所の一つとなっている。
最高峰はドゥアルテ峰 （3175m）であり、これはカリブ海諸国での最高峰でもある。また同国最大の湖エンリキージョ湖はカリブ海での最大の湖でもある。かつてコロンブスがこの地に上陸した時は、世界で最も美しい風景だと称えた。

### 河川と湖
国内最高峰のドゥアルテ峰から85km程南西には標高マイナス40mの塩湖エンリキージョ湖が存在し、これはカリブ海でも最も低いものである。ただし、これ以外は余り大きな湖には恵まれていない。ドミニカ共和国の55ある湖の内、アラワク族の名づけたものは45個に達する。ハイチとの国境河川であるアルティボニート川は全長321キロメートルある。ジャケ・デル・ノルテ川は308キロメートルあり北部の穀倉地帯のなかを走る。他には各山脈から湖や海岸に向かって流れる多数の中小河川がある。いずれの河川も農業用水や生活用水として使われるが、治水が十分でないので数年に一度は洪水による甚大な被害をもたらす。

### 気候
気候は熱帯のサバナ気候(Aw)に属すが、標高と海岸からの距離によって高山性か海洋性かに分かれる。その受ける影響によって気候の地域差がはっきりする。国内の日中の最高気温は、年間を通じてほとんどの都市で30度を超える。しかし、海岸沿いの都市では海洋性を帯びているため過ごしやすい。標高の高い高原都市では気温の割合に少しひんやりとした風が山から下りてくる。
ドミニカ共和国は、北半球にあるため、雨季は夏季（5月から11月）であり、6月から11月はハリケーンが飛来する。この時期には年間平均2〜4個の熱帯低気圧が発生する。12月から3月は北大西洋寒気団の影響を受ける。北部と東部で最も多く雨が降り、西部で最も少なくなる。年間平均降水量は1346mmだが蒸発が激しい。例を挙げると北部のサマナでは2500mm以上、南西部のバラオナでは625mmといった具合である。
年平均気温は32℃を超えることは稀であり、季節風の影響ですごしやすい。しかし、中央山脈の高原都市コンスタンサのような都市では、冬季(12月や1月)の気温が氷点下に達することもある。しかし、日本ほどの季節差はない。

### 環境問題
ブラックスミス研究所によると、サント・ドミンゴから20kmも離れていないバホス・デ・アイナは世界でも十指に入る程汚染された土地となっており、そのことからの小児への影響が危惧されている。

## 経済

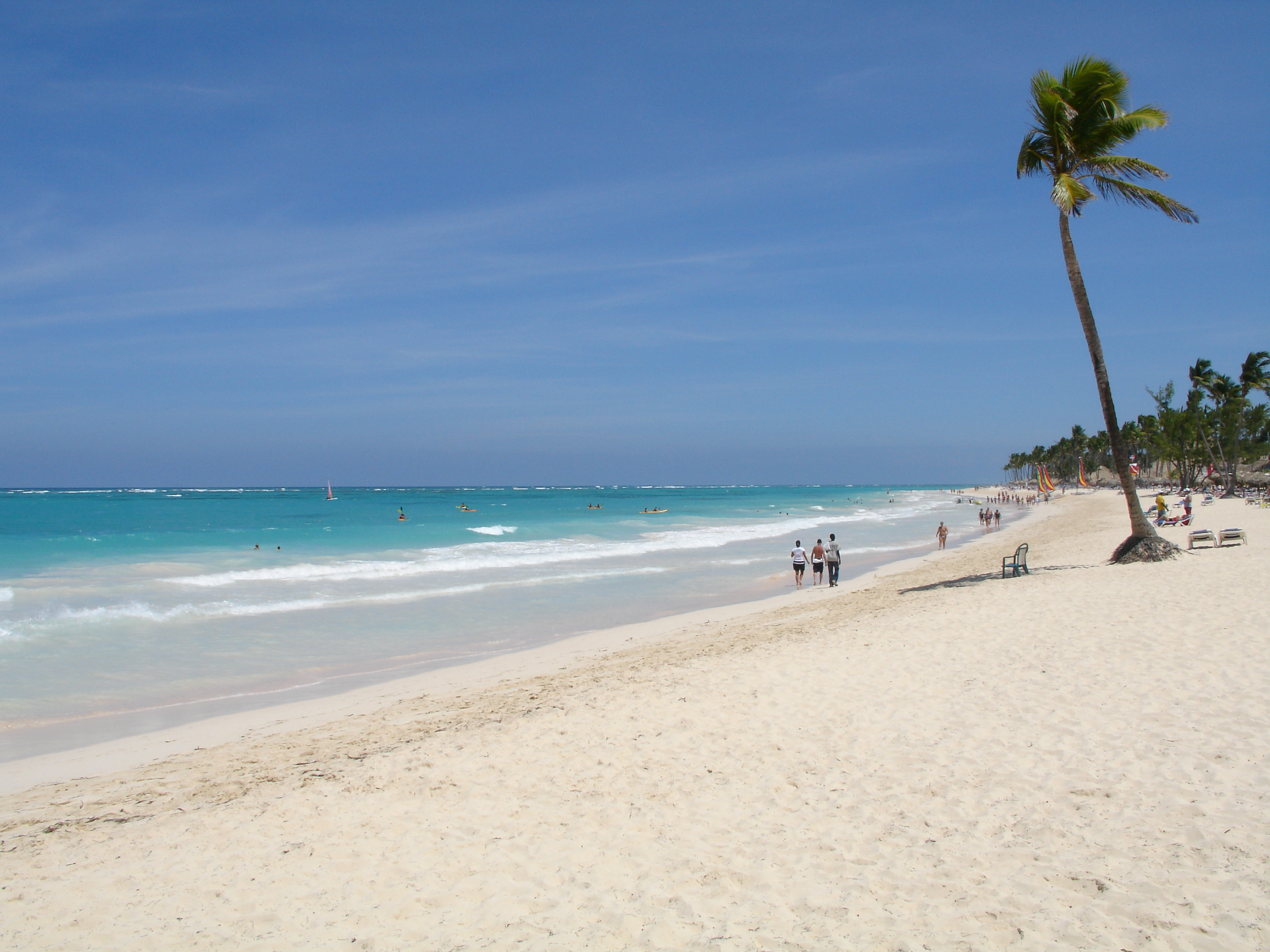
プンタ・カナ

IMFの統計によると、2013年のドミニカ共和国のGDPは613億ドルである。一人当たりのGDPは5,882ドルで、これは隣国ハイチと比べれば遥かに高いものの、世界平均の60%弱ほどの水準である。
農業が主要産業であり、農産品の輸出と、観光が外貨の獲得源となっている。農村人口は全人口の70%を占めており、約12%の大地主が77%の耕地を所有する。主な農産品である砂糖の輸出額は、全体の半分を占めている。
もっとも近年は観光業の隆盛により、サービス産業が農業に取って代わる勢いで成長している。砂糖の絞りかすから製造されるフルフラールは、北米地域で比較的高いシェアを占めている。
- 特産品 - 砂糖、カカオ、フルフラール、琥珀、タバコ

### 鉱業
ドミニカ共和国は比較的に鉱物資源に恵まれており、主要鉱物は金、銀、銅、ニッケルである。特にニッケルの産出量は多く同国の重要な財源となっている。また近年新たな金鉱山の開発が期待されている。

### 観光

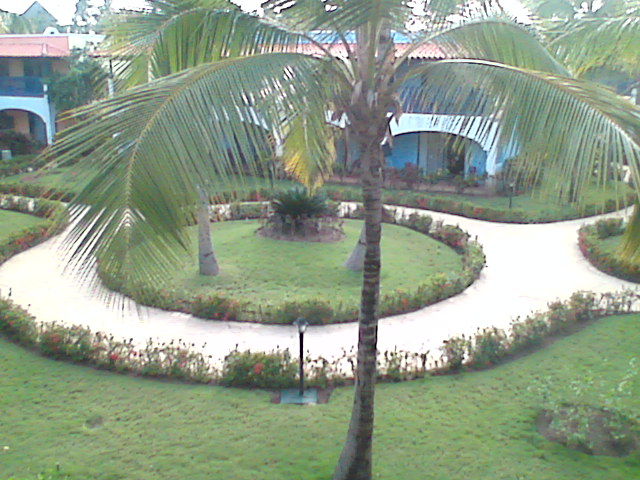
バヤイベのリゾートの庭園

観光はドミニカ共和国の経済成長にとって重要な産業である。プンタ・カナやカサ・デ・カンポなどのリゾートが有名である。エコツーリズムも近年増加し、ハラバコアやその近郊のコンスタンサ、ピコ・ドゥアルテやバイア・デ・ラス・アギラスなども観光産業誘致に注力している。

## 国民

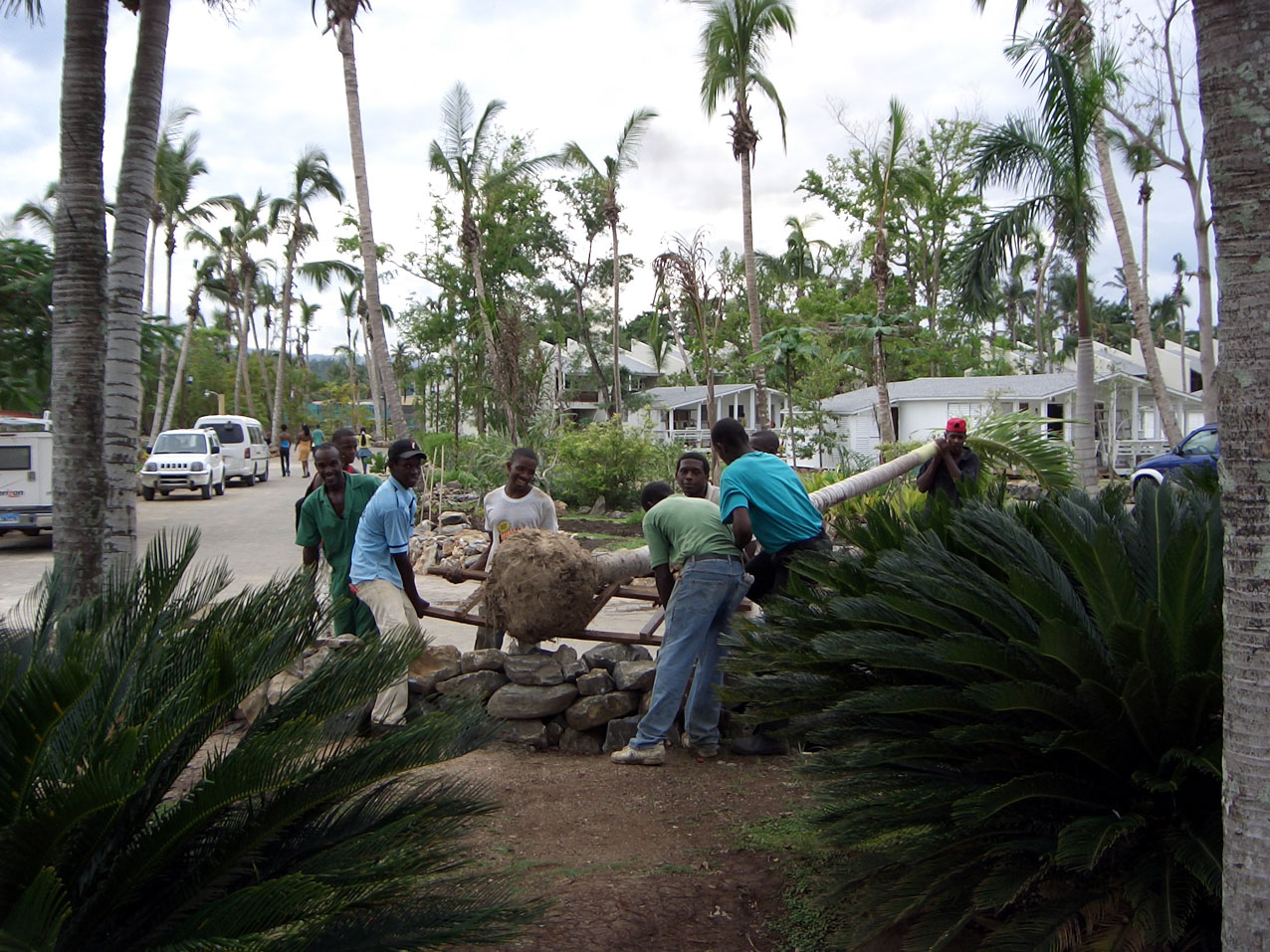
ドミニカ人。

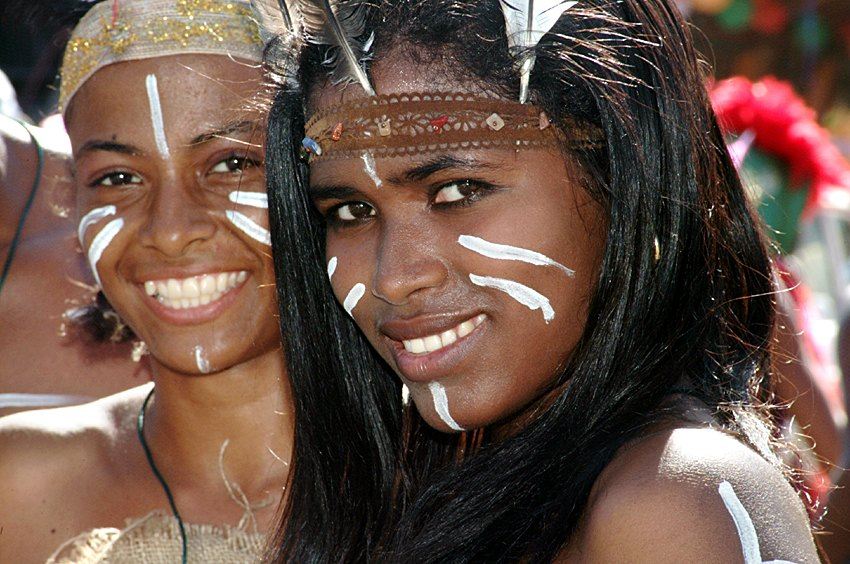
タイノ人に扮する少女-ドミニカ共和国のカルナバルにて。

### 民族
住民の人種構成は、ヨーロッパ系が16%、アフリカ系が11%、ムラートが73%となっている。10-20%は先住民であるタイノ族の血が流れている。

### 人口
1794年に103,000人（うち白人35,000人、解放奴隷とムラート38,000人、黒人奴隷30,000人）ほどだった人口は（ちなみに同時期のハイチは人口50万人を越えていた）、1930年には100万人を越し、第二次世界大戦後、急速な人口増により1960年のセンサスでは3,407,070人、1975年には4,697,000人となり、現在は人口でハイチを越えた。

### 移民
1820年代のハイチ占領時のドミニカ共和国東部には、ハイチ政府の招きに応じてやってきたアメリカ合衆国の黒人奴隷が定住した。1800年代後半から1900年代初頭にかけてはベネスエラ人、プエルトリコ人の大規模な移民もあった。20世紀の初頭にはレバノン人が移住し、中国人やインド人の移民もあった。トルヒージョ大統領はドミニカを白人国家にしようとヨーロッパ系の移民を誘致したが、これは限定的な成果しか挙げなかった。1930年代後半から第二次世界大戦後はユダヤ人の移民が多かった。主な移民としてはハイチ人、ドイツ人、イタリア人、フランス人、ユダヤ人、スペイン人、中国人、アメリカ合衆国人など。ごく少数だが日本人やアラブ人（特にレバノン人）の移民もあった。
近年はドミニカ人のアメリカ合衆国やプエルトリコへの出稼ぎ移住が多い。アメリカで出稼ぎしているドミニカ人の送金で、ドミニカ共和国国内で車を持てるようになった人が増え、渋滞が大きな問題となっている。
元々、隣国のハイチからは国境をまたいで非公式の人の移民の流入が行われてきたが、2020年代にハイチの治安が悪化すると増加傾向となった。2024年10月、アビナデル大統領が率いる国家安全保障国防会議は、過剰なハイチからの移民を週1万人のペースで送還することを決定、同年中に27万6000人（うち10月から12月かけては9万4000人超）を強制送還した。

#### 日系移民
- 1954年 トルヒーヨ大統領、ドミニカ共和国における日系移民の募集開始。
- 1956年 渡航開始。しかし、入植した農地は募集要項に記載されたような好条件の場所ではなく、石礫地など農業に適さない土地であり、多数の入植者が苦しんだという。
- 1961年 トルヒーヨ失脚の政変をきっかけに入植地からの撤退、帰国事業が国費で行われる。
- 2000年 移住者が日本国政府を相手取り、ドミニカ移民訴訟を開始。
- 2003年 超党派で「ドミニカ共和国への日本人移住者問題解決を進める国会議員懇談会」（尾辻秀久会長）が結成される。
- 2006年 東京地方裁判所で移民訴訟判決。国の責任は認定されるが、移民事業の実施から20年以上が経過しており国家賠償法に基づく賠償請求権は消滅したとの判断により原告請求を全て棄却。その後政府が特別一時金を支払うことで、原告側も控訴を取り下げた。

### 言語
言語はスペイン語が公用語であり、国民の間ではカリブ・スペイン語の方言であるスペイン語ドミニカ共和国方言が話されているが、移民によってハイチ・クレオール語やフランス語、ドイツ語、英語、イタリア語なども話されている。特にハイチ・クレオール語はハイチ人移民やその子孫によって、約120万人が話していると推測されている。ドミニカ共和国のスペイン語は、語彙の面でアラワク族の言葉の影響を大きく受けている。他国のスペイン語に比べると、かなり癖がある。sを省いて発音するので、¿Cómo tú estás? 「コモ・トゥ・エスタス？」(how are you?) を、「コモトゥタ？」と発音したり、「ドス」を「ドォ」、más「マス」（more）を「マ」と発音する。

### 宗教
宗教は、ローマ・カトリックが64%である。ユダヤ人はヨーロッパでのナチスによる迫害から逃れたものが、1930年代後半になってからようやくドミニカ社会に現れるようになった。

### 教育
6歳から13歳までの7年間の初等教育が無償の義務教育である。2002年のセンサスによれば、15歳以上の国民の識字率は87%である。全体的に、教育レベルは低い。子供がいる家庭に、日本のように勉強机や本棚がある家庭は珍しい。
主な高等教育機関としてはサント・ドミンゴ自治大学（1538年）、マドレ・イ・マエストラ・カトリカ大学（1962年）、サンティアゴ工科大学（1974年）などが挙げられ、サント・ドミンゴ自治大学はアメリカ大陸で最も古く建設された大学である。

## 治安
同国はラテンアメリカ諸国の中では治安が比較的良い方だとされているが、それでも旅行者を標的にした犯罪は後を絶たない。また、ドミニカ共和国はコロンビアからのコカインの輸出中継地である。

## 文化

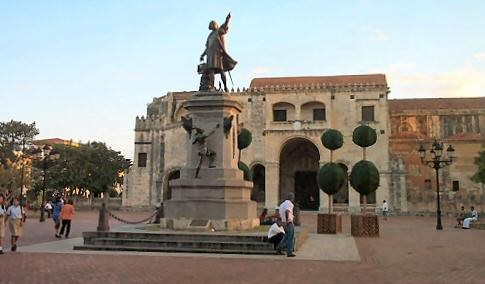
サント・ドミンゴの植民都市 - (1990年、文化遺産)。

ドミニカ共和国の文化はアラワク族の文化、西アフリカから移入された黒人の文化、スペイン人の文化の影響を受けている。近年は政情が安定しない隣国ハイチから逃れてくる人も多く、そうしたハイチ人の文化がドミニカ共和国の文化に更なる多様性をもたらしている。

### 食文化
ドミニカ共和国の料理はタイノ人、スペイン、アフリカの影響によって成立している。代表的なものとしてモフォンゴなどが挙げられる。主食の米に、油と塩を多用する。塩水と油で炊いた米に、更に炊き上がったらサラダ油をたっぷりとかけてツヤツヤにする。
昼食がメインで、昼食はガッツリと摂る
。おかずも油や塩がよく利いていて、高カロリーなものが多い。このような食生活が現地人の身体に及ぼす影響は大きく、ドミニカ人の体型によく現れていると言える。

### 文学
文学では、マヌエル・デ・ヘスス・ガルバンの『エンリキージョ』（1882年）が特筆される。

### 音楽
1840年代にメレンゲが生まれた。生まれた当初は田舎の野蛮な音楽という位置づけだったが、地道に伝承、発展が続けられ、1930年代以降にはメレンゲをこよなく愛した独裁者トルヒーヨによって国民文化として保護され、現在の地位に至っている。
1920年代の占領統治時代にアメリカ軍の兵士向けにメレンゲが発達し、パムビーチェが生まれ、1950年代にはバチャータが生まれた。
現在ではニューヨーク生まれのサルサも人気であり、在米ドミニカ人の活躍により、ドミニカ音楽の合衆国市場への進出も盛んである。

### 世界遺産
ドミニカ共和国国内には、ユネスコの世界遺産リストに登録された文化遺産が1件存在する。

### 祝祭日
| 日付     | 日本語表記                     | 現地語表記                                        | 備考 |
| -------- | ------------------------------ | ------------------------------------------------- | ---- |
| 1月1日   | 元日                           | Año Nuevo                                         |      |
| 1月6日   | 公現祭                         | Epifanía, Santos Reyes Magos                      |      |
| 1月21日  | アルタグラシアの聖母           | Virgen de la Altagracia                           |      |
| 1月26日  | フアン・パブロ・ドゥアルテの日 | Día de Juan Pablo Duarte                          |      |
| 2月27日  | 独立記念日                     | Independencia Nacional de la República Dominicana |      |
| 3月か4月 | 聖金曜日                       | Viernes Santo                                     |      |
| 5月1日   | メーデー                       | Día del Trabajador                                |      |
| 5月17日  | 国際コンタドールの日           | Día del Contador de las Américas                  |      |
| 8月16日  | 民族維新の日                   | Restauración Nacional                             |      |
| 9月24日  | メルセデスの聖母               | Vírgen de las Mercedes                            |      |
| 11月6日  | 憲法記念日                     | Día de la Constitución                            |      |
| 12月25日 | クリスマス                     | Navidad                                           |      |

### スポーツ
19世紀以降アメリカの強い影響を受けたドミニカ共和国では、野球が圧倒的な人気を誇っている。野球以外ではソフトボール、ボクシング、バスケットボール、バレーボールが比較的盛んである。一方で、世界的スポーツであるサッカーは人気があるとは言い難い。
オリンピックには1964年東京オリンピックより参加しており、2021年東京オリンピックまでに金メダル3個を含む12個のメダルを獲得している。2004年アテネオリンピック男子400mハードルにて、フェリックス・サンチェスがドミニカ共和国初の金メダルを獲得している。なお、冬季オリンピックには参加経験がない。
野球

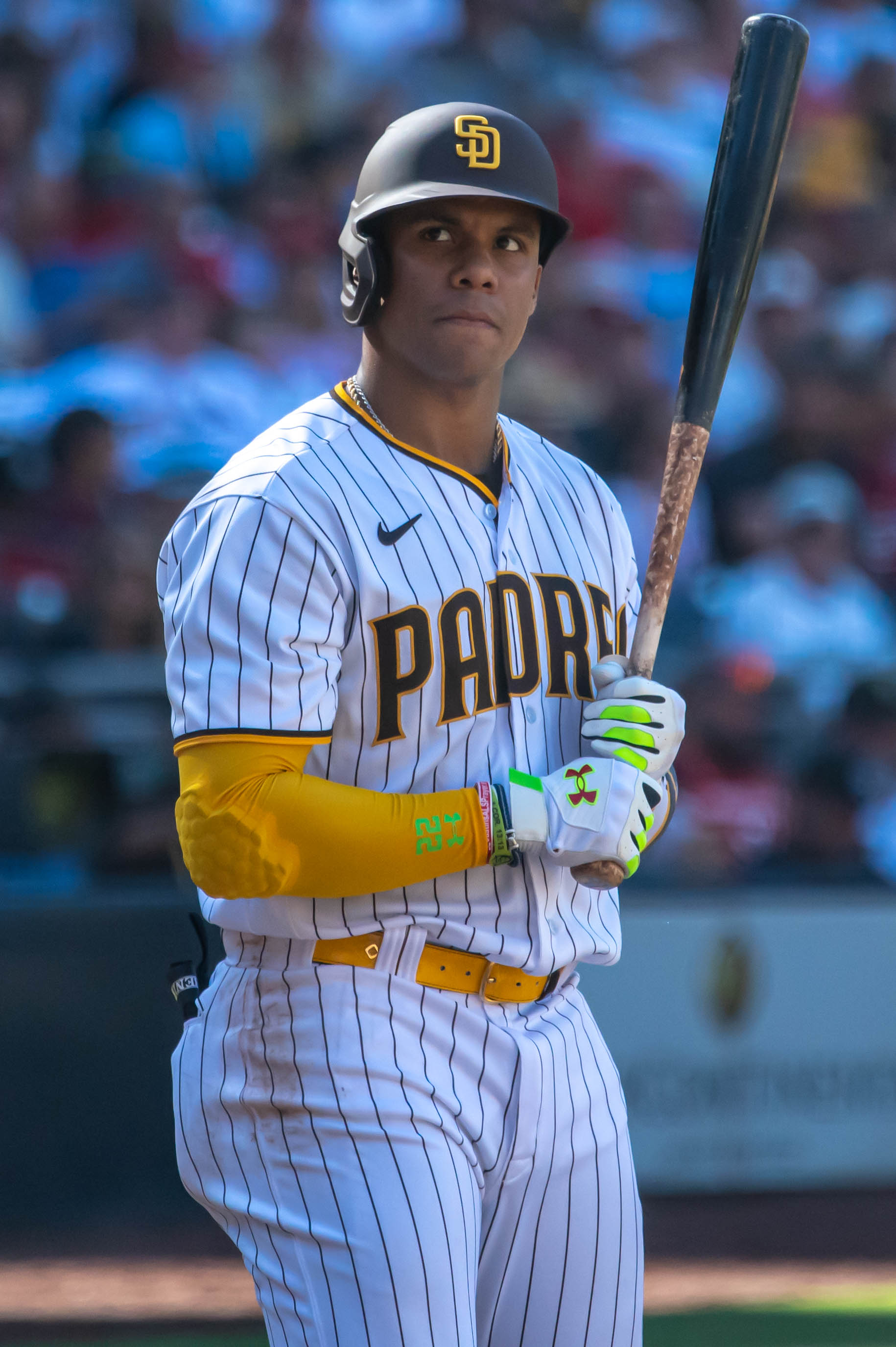
フアン・ソト

19世紀後半にアメリカから伝わり、事実上の国技として扱われている。MLBに多くの選手を輩出している世界屈指の野球大国であり、1956年以降、2020年までに789人の選手がメジャーリーグでプレーした。国内に通年のプロリーグがなく、MLBが設立した野球アカデミーで選手育成をしている。国外リーグの選手がプレーする場としては、夏季にマイナーリーグ（MiLB）のルーキー級であるドミニカン・サマーリーグが、10月に入ると、MLBやMiLBなど海外でプレーしているドミニカ人選手を中心に6チームが参加するリーガ・デ・ベイスボル・プロフェシオナル・デ・ラ・レプブリカ・ドミニカーナ（LIDOM）が開催される。このウインターリーグを勝ち抜いたチームは、カリビアンシリーズでメキシコ、プエルトリコ、ベネズエラの各ウィンターリーグ優勝チームと対戦する。
日本のプロ野球でも、1970年のラモン・サントスを皮切りに、現在に至るまで多くのドミニカ共和国出身の選手が在籍してきた。また広島東洋カープが人材発掘のため、同国内に1990年からカープアカデミーと呼ばれる育成施設を設置している。
野球ドミニカ共和国代表は1992年バルセロナと2020年東京のオリンピック2大会に出場し、東京大会では銅メダルを獲得した。2013年の第3回WBCでは全8試合で勝利して大会史上初となる完全優勝を果たし、大会MVPには同国からロビンソン・カノが選出された。目覚ましい活躍を魅せる一方、ステロイドに代表される薬物問題が暗い影を落としている。近年はMiLBでも多数のドミニカ人選手が禁止薬物使用で出場停止処分を受けており、ドミニカ人選手の間での薬物蔓延が問題視されている。また、ドミニカ共和国の多くの少年が、メジャーリーガーとなって名誉と豊かな暮らしを手に入れることを夢見ているが、彼らにとってはMLB球団のセレクションに合格する・合格しないは死活問題であるため、筋肉増強剤に手を出す者までいる。さらにミゲル・テハダやアルフォンソ・ソリアーノのように、メジャー球団との契約を有利にするために年齢を低く偽る選手も存在する。
バスケットボール

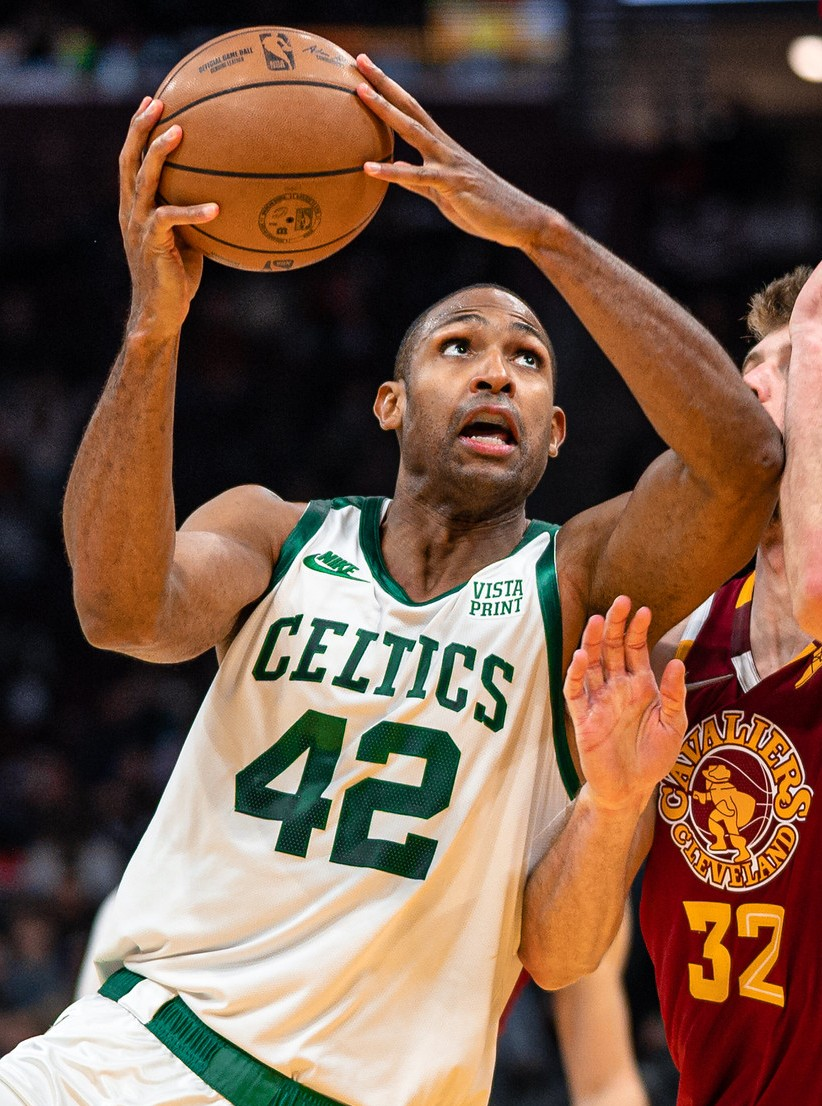
アル・ホーフォード

ドミニカ共和国からは1988年のティト・ホーフォードを皮切りに2023-24シーズンまで10人のNBAプレイヤーを輩出している。ティトの息子であるアル・ホーフォードはドラフト全体3位でアトランタ・ホークスに指名され、NBAオールスターゲームに4度選出されている。国内では2005年よりプロリーグであるリーガ・ナシオナル・デ・バロンセストが開かれている。
バスケットボールドミニカ共和国代表はオリンピックの出場こそないものの、ワールドカップ（旧世界選手権）にはこれまで4度出場しており、2019年大会は全参加32ヶ国を対象にした「パワーランキング」で29位かつアル・ホーフォードらNBAプレイヤー不在の中、グループGにてドイツを破る番狂わせを演じ初の1次ラウンド突破を果たした。パンアメリカン競技大会は2003年に銀メダル、アメリカ選手権は2011年に銅メダルを獲得している。
サッカー
ドミニカ共和国サッカー連盟によって構成されるサッカードミニカ共和国代表は、首都・サントドミンゴにあるエスタディオ・オリンピコ・フェリックス・サンチェスをホームスタジアムとしている。これまでに、FIFAワールドカップおよびCONCACAFゴールドカップには未出場である。カリビアンカップには2度の出場経験を有するが、2大会ともにグループリーグ敗退という結果に終わっている。

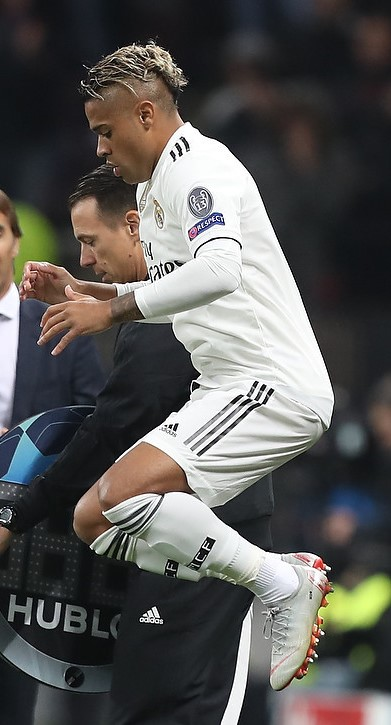
マリアーノ・ディアス

ドミニカ共和国の世界的に有名なサッカー選手としては、レアル・マドリードなどでプレーしたマリアーノ・ディアスがいる。しかし、マリアーノは同国代表としては、2013年に行われたハイチ代表との親善試合の1試合にのみ出場して以降、本人がスペイン代表入りを望んでおり、それ以降は招集に応じていない。

## 自然災害
熱帯地方特有の自然の災害である毎年雨季に襲来するハリケーンと勢力の強い熱帯性低気圧は、その多くが東または南東で生まれ接近しながら発達してくる。最近100年間では、大型ハリケーンといわれる風速49メートル以上のハリケーンの上陸が5回、それ以下のレベルのハリケーンと強い熱帯性低気圧の接近や上陸は毎年起こっている。国土を東西に横断し、強風とともに長時間の豪雨を伴う。毎年人的及び物的被害が甚大である。
1946年8月4日、マグニチュード8.1の地震で約10メートルの津波が観測されたにもかかわらず、ドミニカには地震は起こらないと多くのドミニカ人が勘違いをしている。活断層も多くあるのに、それらの情報が人々に行き渡っていない。